# Ёсида, Дзэнго
Дзэнго Ёсида (яп. 吉田 善吾, 14 февраля 1885, Сага — 14 ноября 1966, Токио) — адмирал Императорского флота Японии.

## Биография
Ёсида Дзэнго родился в крестьянской семье в префектуре Сага, и был усыновлён семьёй местного рисоторговца. В 1904 году он закончил Военную академию Императорского флота, став 12-м в списке из 190 выпускников своего курса. В качестве мичмана он служил на плавучей базе подводных лодок «Карасаки-мару» и на крейсере «Касуга». Из-за участия в русско-японской войне он стал младшим лейтенантом позже обычного срока.
В 1906—1907 годах Ёсида Дзэнго учился в школе морской артиллерии и торпедного дела, затем служил на истребителе «Асацую» и крейсере «Хасидатэ».
Став в 1909 году лейтенантом, он поступил для углублённого изучения торпедного дела в Высшую военную академию, которую окончил в 1913 году. В 1915 году он стал капитаном 3-го ранга, в 1919 — капитаном 2-го ранга. В это время он занимал различные административные посты, в основном концентрируясь на учёбе. Став в 1923 году капитаном 1-го ранга, он получил в 1924 году под командование крейсер «Хирадо». В 1924—1925 годах служил начальником штаба морского района Майдзуру, с декабря 1927 года командовал линейным крейсером «Конго», с декабря 1928 — линкором «Муцу».
30 ноября 1929 года Ёсида Дзэнго был произведён в контр-адмиралы, после чего служил на различных штабных должностях. 15 ноября 1934 года он был произведён в вице-адмиралы. В 1936—1937 годах Ёсидо Дзэнго был главнокомандующим 2-го флота, в 1937—1939 — главнокомандующим Объединённого флота.
30 августа 1939 года Ёсида Дзэнго стал министром флота. В этой должности он занял позицию противодействия подписанию Тройственного пакта с фашистской Италией и нацистской Германией. В сентябре 1940 года ему пришлось уйти в отставку из-за болезни.
15 ноября 1940 года Ёсида Дзэнго был произведён в адмиралы. С ноября 1942 по декабрь 1943 года командовал Китайским флотом, с декабря 1943 года возглавил Высшую военную академию Императорского флота. Затем вошёл в Высший военный совет, и оставался его членом вплоть до своей отставки 1 июня 1945 года.